# Liban aux Jeux olympiques d'hiver de 1948
Cet article contient des informations sur la participation et les résultats du Liban aux Jeux olympiques d'hiver de 1948 à Saint-Moritz en Suisse. C'est la première fois que le Liban participe aux Jeux d'hiver. Le Liban était représenté par 2 athlètes. 
Les deux participants étaient Ibrahim Geagea et Munir Itani.